# Penicillium
Penicillium of penseelschimmel is een geslacht van zakjeszwammen uit de Trichocomaceae-familie. De schimmels hebben conidia die op borsteltjes lijken. Soorten in dit geslacht zijn belangrijk bij de productie van zowel penicilline als voedingsmiddelen zoals blauwschimmelkaas.

## Kenmerken
Het thallus, het mycelium van de penseelschimmel, bestaat uit een sterk vertakt netwerk van meerkernige hyfen, waarvan de cellen zijn gescheiden door septa en meestal kleurloos zijn. Op dit hyfen-mycelium vormen zich de kenmerkende vertakte conidiëndragers met de individueel ingesnoerde conidiosporen, die meestal groen van kleur zijn en de belangrijkste vorm van verspreiding van de schimmels vertegenwoordigen.

## Voortplanting
Door geslachtelijke voortplanting vormen de paddenstoelen ook typische vruchtlichamen die de ascosporen bevatten. Het proces van geslachtelijke voortplanting begint met het inpakken van een ascogonium en een antheridium, waarbij de celkernen worden uitgewisseld. Vervolgens worden door de verbinding van hyfen de vruchtlichamen met de willekeurig verdeelde asci gevormd. Elke ascus bevat acht eencellige ascosporen.

## Leefwijze
De penseelschimmels leven voornamelijk in de koele en gematigde klimaten als wijdverspreide bodemschimmels en zijn daarom bijna overal aanwezig waar organisch materiaal wordt geproduceerd voor afbraak.
De saprofyten onder de penseelschimmels en Aspergillus-soorten behoren tot de bekendste vertegenwoordigers van de Eurotiales en leven voornamelijk van organische, afbreekbare stoffen. Ze vertegenwoordigen de klassieke vormen en behoren tot de belangrijkste voedselbedervers. Veel soorten scheiden giftige mycotoxinen af.

## Economische betekenis
Bij de productie van kaas en diverse vleesproducten speelt een aantal penseelschimmels een centrale rol.
Zo worden Penicillium camemberti en Penicillium roqueforti gebruikt als 'edele schimmel' bij de productie van camembert, brie, roquefort en vele andere kaassoorten.
Bij de productie van rauwe worst en ham worden schimmels zoals Penicillium nalgiovense gebruikt, die enerzijds de smaak verbeteren en anderzijds de houdbaarheid verlengen door kolonisatie met andere soorten schimmels te voorkomen.
Naast de soorten die in de voedingsindustrie worden gebruikt, zijn penseelschimmels en soorten van het geslacht Aspergillus een bron voor de biotechnologische productie van enzymen zoals pectinasen, lipasen, amylasen, cellulasen en proteasen. Ze worden ook gebruikt om belangrijke organische zuren te produceren, met name citroenzuur, gluconzuur en wijnsteenzuur. Daarnaast worden belangrijke antibiotica verkregen, waarvan met name penicilline en griseofulvine een economische rol spelen.

## Soorten
- Penicillium aurantiogriseum
- Penicillium bilaiae
- Penicillium brevicompactum
- Penicillium chrysogenum, de schimmel die het antibioticum penicilline produceert
- Penicillium camemberti
- Penicillium candidum in Brie- en Camembert-kaas (zie ook candida)
- Penicillium digitatum, een groene poederige korst op de schil van aangetaste sinaasappels
- Penicillium citrinum
- Penicillium commune
- Penicillium corylophilum
- Penicillium crustosum
- Penicillium cyclopium
- Penicillium expansum
- Penicillium funiculosum
- Penicillium glabrum
- Penicillium glaucum in Gorgonzola-kaas
- Penicillium griseofulvum
- Penicillium italicum
- Penicillium marneffei, een thermisch dimorfe soort uit Zuidoost-Azië; veroorzaakt soms systemische infecties bij aids-patiënten
- Penicillium nalgiovense
- Penicillium notatum, oude naam van de schimmel die het antibioticum penicilline produceert
- Penicillium nordicum
- Penicillium vanoranjei
- Penicillium maximae
- Penicillium alexiae
- Penicillium alamiae
- Penicillium arianeae
- Penicillium palitans
- Penicillium purpurrescens
- Penicillium purpurogenum
- Penicillium olsonii
- Penicillium roqueforti in Roquefort-kaas en Danish Blue-kaas
- Penicillium variabile
- Penicillium viridicatum produceert ochratoxine een mycotoxine
- Penicillium verrucosum produceert ochratoxine A een mycotoxine